# Olav Lian
Pour les articles homonymes, voir Lian.
Olav Lian, né le 29 juillet 1906 à Frol, décédé le 23 mai 2000, est un célèbre skieur norvégien de l'entre-deux-guerres. Il a représenté les clubs Frol Skilag, BUL et Idrettslaget Sverre.

## Biographie
Olav Lian fait partie d'une fratrie de sept garçons, qui ont tous été skieurs. Il a été champion de Norvège de combiné en 1933 et 1935, et vice-champion en 1937 et 1938. En fond, il est arrivé troisième des championnats de Norvège de ski de fond 1936, sur courte distance (17 km). Lors des Championnats du monde de ski nordique 1934, il est 22e du combiné, 39e sur 17 km en fond et 12e sur 50 km. Il est sélectionné pour participer aux Jeux olympiques de 1936, où il ne dispute aucune épreuve.
Adulte, il a vécu à Trondheim, et a fondé la fabrique de skis Trønderski. Au cours de la seconde guerre mondiale, il entre dans la résistance à Trondheim, en Norvège.
Il a remporté la Coupe du roi en 1931, 1933, 1935 & 1936.

## Sources
- (no) Thor Gotaas (no), Først i løypa: Historien om langrenn i Norge, Oslo, Andresen og Butenschøn (ISBN 82-7694-139-7)
- Erling Queens Park Rangers - Ville de Coventry (ed.): Skieurs norvégiens - Skihistorisk ouvrage de référence en 5 volumes - est de la partie Nord, p. 102. Skiforlaget - Erling Queens Park Rangers-Ville de Coventry, Oslo, 1955.